# Рябцев Андрій Володимирович
Андрій Володимирович Рябцев (рос. Андрей Владимирович Рябцев; 27 червня 1999, Москва, Росія — 28 жовтня 2023, Авдіївка, Україна) — російський офіцер, лейтенант ЗС РФ. Герой Російської Федерації.

## Біографія
З 2014 року брав участь в пошуковому русі, командував молодіжною частиною загону. В 2017 році вступив в Московське вище військове командне училище. Після закінчення училища в 2021 році призначений командиром мотострілецького взводу, потім — мотострілецької роти 15-ї окремої мотострілецької бригади.
З 24 лютого 2022 року брав участь у вторгненні в Україну. Був двічі поранений: в квітні 2023 року — в ноги, в квітні — в руку. Загинув у бою. Похований в селі Купріяниха.

## Нагороди
- Нагороди союзу ветеранів і пошукового руху РФ
- Медаль «За відвагу»
- Медаль Суворова
- Медаль «За участь у військовому параді в День Перемоги»
- Орден Мужності (2023)
- Звання «Герой Російської Федерації» (5 лютого 2024, посмертно) — «за мужність і героїзм, проявлені під час виконання військового обов'язку.»